# 但馬地域地場産業振興センター

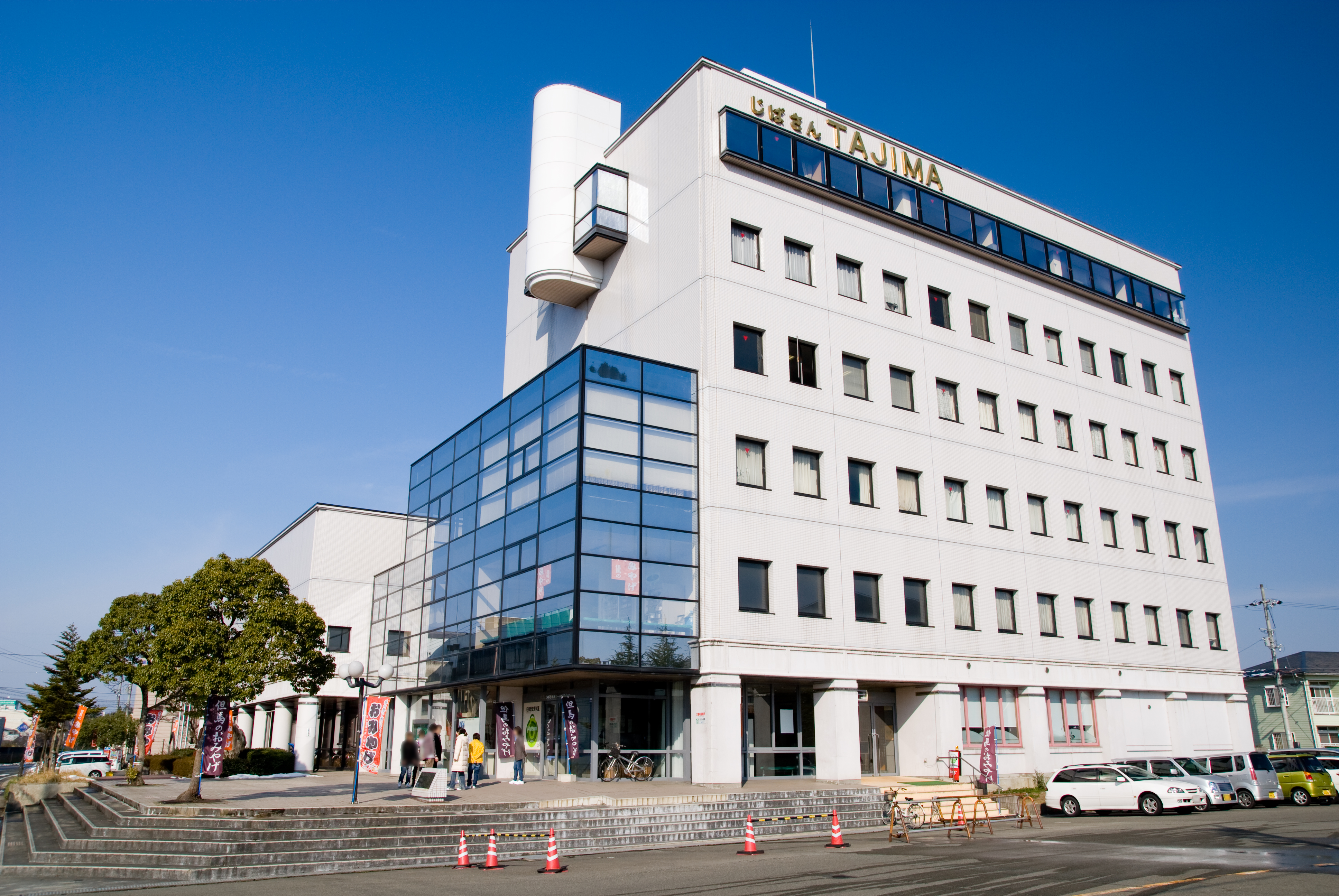
じばさんTAJIMA

一般財団法人但馬地域地場産業振興センター（いっぱんざいだんほうじん　たじまちいきじばさんぎょうしんこうセンター ）は兵庫県豊岡市の中央公園にある但馬地方の地場産業の展示や即売、多目的ホールなど貸室を備えた公共の施設。略称は、じばさんTAJIMA。

## 概要
但馬3市2町の地場産業である、かばん（豊岡鞄）、杞柳製品（豊岡杞柳細工）、出石焼、出石そば、麦わら細工など、様々な観光物産の展示・即売を行っている。
そのほか、多目的ホール、交流センター、研究室、コンピュータ室など各種貸室を備える。豊岡鞄協会、豊岡商工会議所が入居している。

## 沿革
- 1988年（昭和63年）2月13日 - 起工式を挙行
- 1989年（平成元年） - 施設が完成する

## 入居施設
- じばさんショップ - 観光物産展示即売場
- 地場産業歴史資料室
- 豊岡鞄協会
  - 豊岡鞄協会ホール
- 豊岡商工会議所
- FLAP TOYOOKA(コワーキング・スペース)

## 貸室
- 多目的ホール
- 第一交流センター
- 第二交流センター
- デザイン開発研究室
- コンピュータ室
- 経営研究室
- 講座室（和室・28畳）

## 交通
- コバス（コミュニティバス）Bルート「じばさんTAJIMA」下車

## 所在地
- 兵庫県豊岡市大磯町1番79号

## 周辺施設
- ウェルストーク豊岡（健康増進施設）
- 豊岡市立総合体育館
- 豊岡市民会館